# Nash Advanced Six
Der Nash Advanced Six war ein Sechszylinder-PKW, den die Nash Motors Company in Kenosha von 1925 bis 1929 als Nachfolger des Modells Six fertigte. 1935 tauchte der Name erneut für ein Jahr für den Nachfolger des Big Six auf.

## 1925–1929

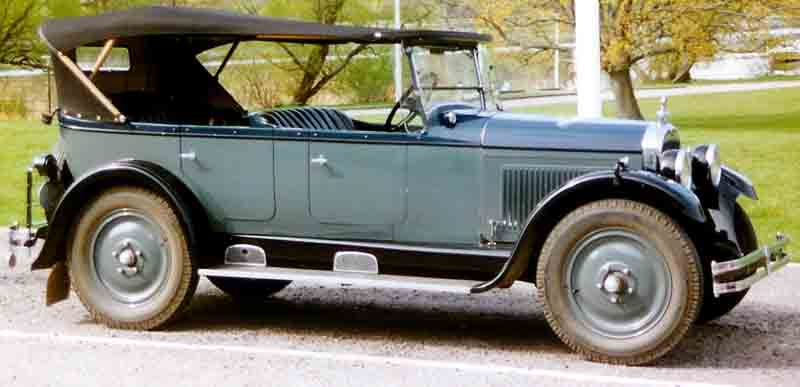
Nash Advanced Six Tourenwagen Modellserie 260 (1927)

Wie sein Vorgänger war der Advanced Six, Modell 160, mit Fahrgestellen von 3.073 mm oder 3.226 mm Radstand erhältlich. Auch der obengesteuerte Sechszylinder-Blockmotor mit 4.079 cm³ Hubraum (Bohrung × Hub = 82,6 mm × 127 mm) wurde übernommen. Allerdings stieg die Leistung auf 60 bhp (44 kW) bei 2.400/min. Einscheiben-Trockenkupplung und Dreiganggetriebe (mit Mittelschaltung) wurden ebenso beibehalten wie der Hinterradantrieb. Alle vier Räder wurden mechanisch gebremst.
Es gab verschiedenste Aufbauten mit 2–7 Sitzplätzen. Im Erscheinungsbild unterschied sich der Advanced Six von seinem Vorgänger durch einen vernickelten Kühlerrahmen und Ballonreifen.
1926 wurden die Linien des neuen Modells 260 etwas weicher. Der neue Reihensechszylinder hatte einen Hubraum von 4.562 cm³ (Bohrung × Hub = 87,3 mm × 127 mm) und leistete unverändert 60 bhp (44 kW) bei 2.400/min. Dieses Modell bekam im Folgejahr einen etwas leistungsfähigeren Motor mit 69 bhp (50,7 kW) bei 2.500/min. Der Hubraum blieb gleich.
1928 kam das Modell 360, das gegenüber dem Vorjahr einen etwas höheren Kühler besaß. Die Motorleistung stieg geringfügig auf 70 bhp (51 kW).
Das Modell 460 des Jahres 1929 – dem letzten der Baureihe – hatte erneut einen höheren und schmaleren Kühler. Dessen Umrandung, die Hauptscheinwerfer und die doppelreihigen Stoßfänger vorne waren nun verchromt. Der Motor leistete bei unverändertem Hubraum nun 78 bhp (57,4 kW) bei 2.900/min. Das lange Fahrgestell besaß 3.302 mm Radstand.
1930 ersetzten die neuen Modelle Twin Ignition Eight und Twin Ignition Six den Advanced Six.

## 1935

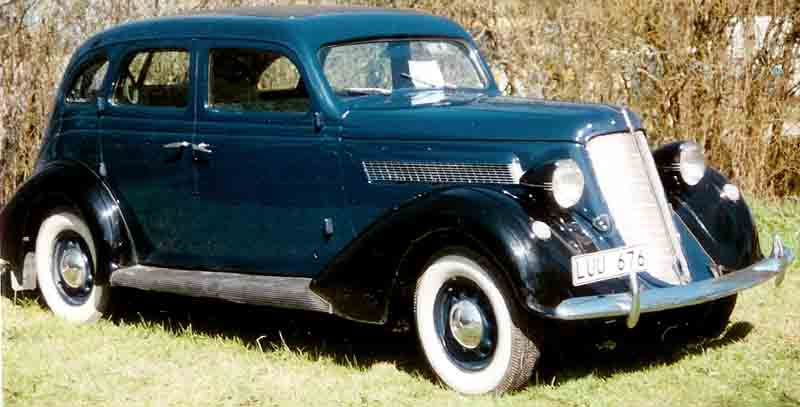
Nash Advanced Six Limousine Modellserie 3520 (1935)

Vom Big Six übernahm der Advanced Six, Modell 3520, den obengesteuerten Reihensechszylindermotor mit 3.848 cm³ Hubraum (Bohrung × Hub = 85,7 mm × 111,1 mm) und 88 bhp (64,7 kW). Alle vier Räder wurden hydraulisch gebremst.
Als Aufbauten waren auf dem Fahrgestell mit 3.048 mm Radstand eine 4-türige Limousine und ein 2-türiger Victoria verfügbar. Im Folgejahr ersetzte der 400 dieses Modell.